# اوکی اوتوشی
اوکی اوتوشی (به ژاپنی: 浮落)-(به انگلیسی: Uki otoshi) یکی از فنون و تکنیک‌های دستهٔ ناگه-وازا رشتهٔ ورزشی جودو است که در زیردستهٔ ته-وازا دسته‌بندی می‌شود. 